# Historia de los judíos en Rusia

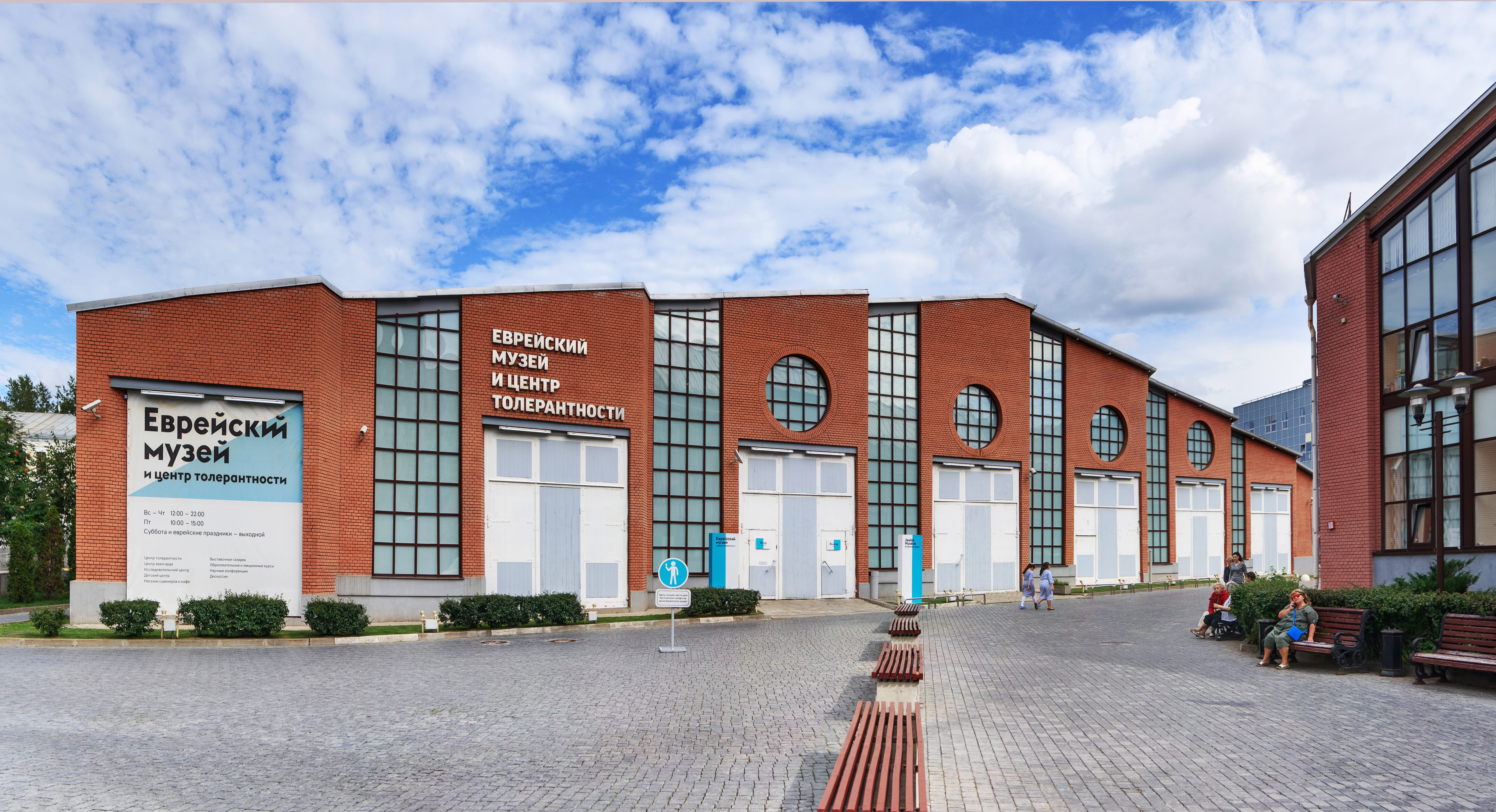
El Museo Judío y Centro de Tolerancia en Moscú, el museo judío más grande del mundo.

La historia de los judíos en Rusia se refiere a la historia de la presencia del pueblo judío en el territorio de la actual Rusia. En un tiempo, los vastos territorios del Imperio ruso albergaron a la mayor población judía en el mundo. Dentro de estos territorios, la comunidad judía floreció y desarrolló muchas de las tradiciones teológicas y culturales más distintivas del judaísmo moderno, a la vez que enfrentó períodos de intensas políticas discriminatorias y persecuciones antisemitas. A finales de la década de 1980 y principios de la década de 1990, muchos judíos soviéticos aprovecharon la liberalización de las políticas de emigración, con lo cual más de la mitad de su población dejó el país, mayormente por Israel, los Estados Unidos y Alemania. A pesar de ello, los judíos en Rusia y en las naciones de la antigua Unión Soviética siguen constituyendo una de las más grandes poblaciones judías en Europa.
Desde entonces, los inmigrantes han logrado mezclar en la sociedad israelí en diferentes campos, y contribuir en gran medida a Israel. En 2009, el ministro de Ciencia Daniel Herschkowitz (Habayt Hayehudi) dijo que la ola de inmigración ayudó a las universidades israelíes, donde uno de cada cuatro miembros del personal es ahora un ruso-hablante. Netanyahu dijo que los judíos soviéticos se han "integrado en la vida del país y se han convertido en un importante elemento principal en todos los aspectos de la vida".

## Historia temprana

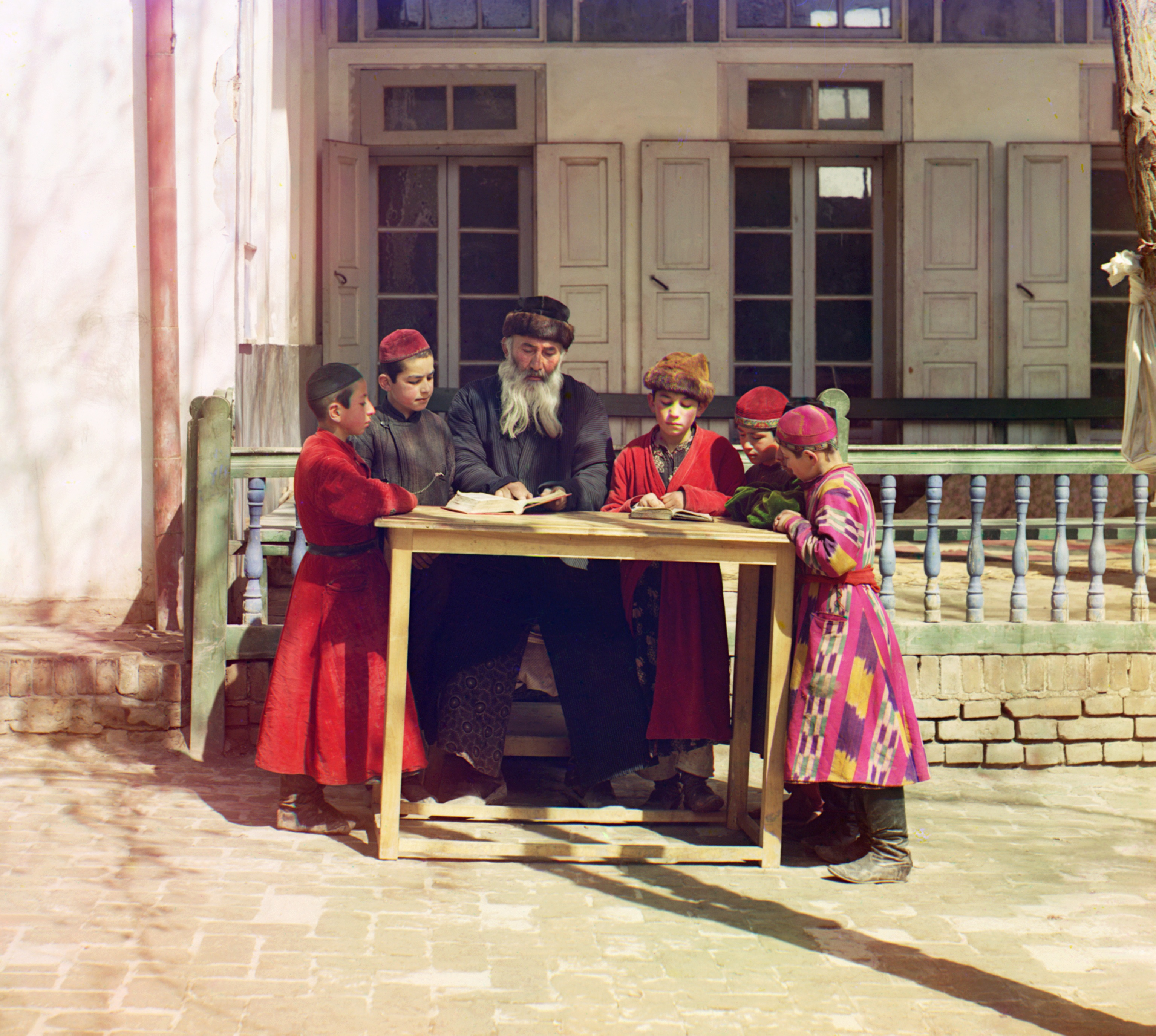
Jéder o escuela judía en Samarcanda.

Bajo la influencia de las comunidades judías, Bulan, el khagan bek de los jázaros, y la clase dirigente de esta región (localizada en lo que es actualmente Ucrania, el Distrito Federal Sur y Kazajistán) adoptaron el judaísmo en algún momento entre fines del siglo VIII e inicios del siglo IX. Tras el derrocamiento del reino jázaro de Sviatoslav I de Kiev en 969, los judíos de la región huyeron en grandes cantidades a Crimea, el Cáucaso y el principado de Kiev que era parte del territorio jázaro. 
En los siglos XI y XII, los judíos ocuparon una zona determinada de Kiev conocida como el pueblo judío (en ruso antiguo, Жидове, Zhidove, i.e. ‘Los judíos’), lo cual, probablemente, llevó a que las entradas fueran conocidas como las puertas judías (en ucraniano, Жидівські ворота, Zhidivski vorota; en ruso, Жидовские ворота, Zhidóvskiye vorota). En esa época, la comunidad de Kiev estaba orientada hacia Bizancio (los romaniotes), Babilonia y Palestina, aunque estuvo progresivamente más abierta a los askenazíes. Se conoce de otras comunidades o grupos de individuos de Chernígov y, probablemente, de Volodýmyr-Volynski. Para ese entonces, los judíos se encontraban también en el noreste de Rusia, en los dominios del príncipe Andréi Bogoliubski, aunque no es seguro hasta qué punto habrían vivido allí de manera permanente.
Aunque la región noreste de Rusia contaba con pocos judíos, las zonas hacia el oeste habían mostrado un rápido crecimiento de las poblaciones judías afincadas en los shtetls poblados casi enteramente por judíos. Las olas de expulsiones y pogromos antijudíos de los países de Europa Occidental en la Edad Media llevaron a que una porción importante de las poblaciones judías se trasladaran a países más tolerantes de Europa Central y Europa del Este, así como al Medio Oriente. En 1495, Alejandro I Jagellón expulsó a los judíos del Gran Ducado de Lituania, aunque revirtió su decisión en 1503.

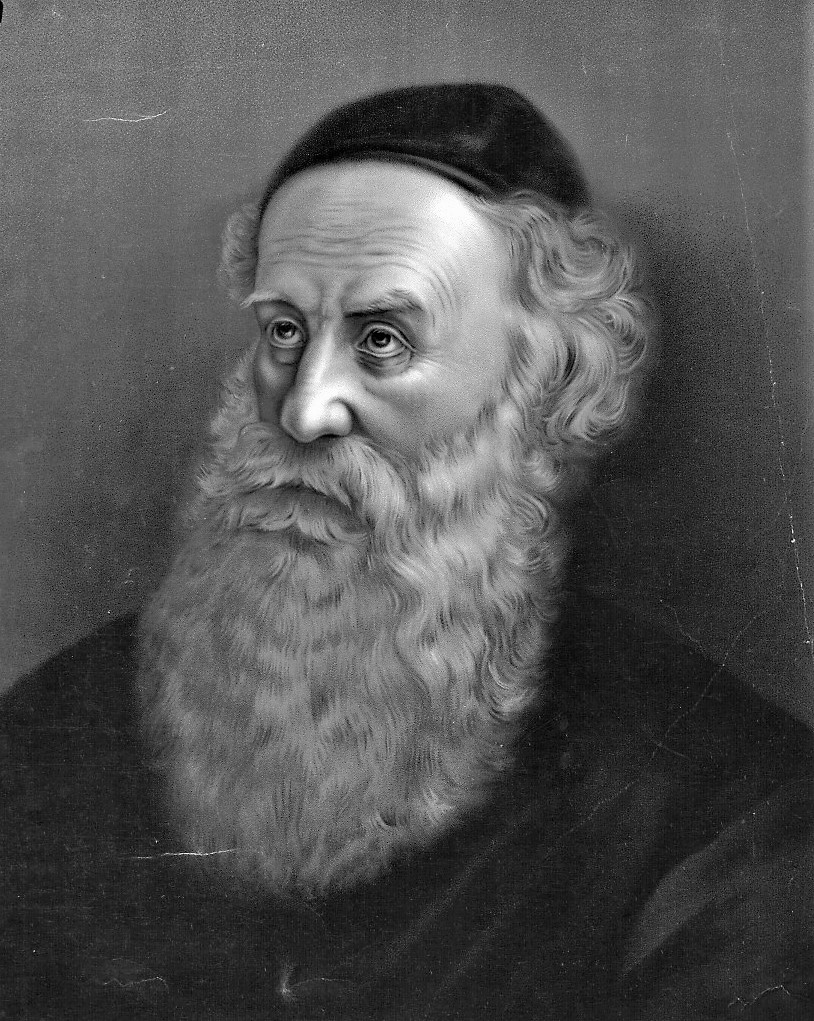
Schneur Zalman de Liadí, fundador del Jabad-Lubavitch.

Expulsados en masa de Inglaterra, Francia, España y la mayoría de otros países europeos en diferentes momentos y perseguidos en Alemania en el siglo XIV, muchos judíos de Europa Occidental aceptaron la invitación del gobernante polaco Casimiro III de asentarse en áreas controladas por Polonia en Europa del Este, realizando servicios de intermediación comercial en una sociedad agrícola para el rey polaco y la nobleza entre 1330 y 1370[cita requerida]. En 1881 el zar Alejandro II fue asesinado en la ciudad de San Petersburgo por Ignacy Hryniewiecki de origen judío, lo cual produjo en la Rusia meridional una oleada de violencia que se prolongó hasta 1884. Como consecuencia del pogromo, cerca de dos millones de judíos emigraron hacia los Estados Unidos y Argentina en el periodo comprendido entre 1880 y 1920. No fue el único brote antisemita ocurrido en Rusia: son numerosos los pogromos documentados durante la Revolución rusa de 1917 el apoyo a la revolución por parte de colectivos judíos menos favorecidos, motivó su posterior represión por parte del Ejército Blanco. El 26 de abril de 1881 la ciudad de Kiev y parte del Imperio ruso se vio envuelta en el pogromo de Kiev de 1881 que es considerado el peor de ese año. También se dieron pogromos en las gobernaciones de Podolia, Volinia, Chernígov, Yekaterinoslav y otras. Durante estos pogromos se formaron las primeras organizaciones de autodefensa judías, estando las más importantes en Odesa. Durante 1814 y 1917 alrededor de un millón de rusos judíos emigraron a diferentes países, en especial a  Canadá, Argentina y Estados Unidos

En 2019 12.722 judíos de Rusia emigraron a Israel. el 90% de los miembros de las comunidades judías rusas son personas no religiosas, que a menudo viven en matrimonios mixtos. La población judía de Rusia esta fuertemente envejecida, su tasa de natalidad va en declive y es la que en el menor nivel se encuentra de todos los grupos étnicos del país. Según los datos del censo de  2012 había 140,000 judíos en Rusia, solo el 13% de los judíos étnicos creían en el judaísmo, el 13% eran cristianos ortodoxos, 4% simplemente cristianos, 27% ateos, 25% espirituales pero no religiosos, 4% budistas y 3% paganos Para el año 2022 el censo daba cuenta de aproximadamente 60 mil judíos en el país.

## Actual líder de los judíos rusos
El Gran Rabino de Rusia, Berel Lazar, nacido en 1964 en Milán, lidera la Federación de Comunidades Judías de Rusia desde 1999.